# 김상수 (1990년)
김상수(金相豎, 1990년 3월 23일 ~ )는 KBO 리그 kt 위즈의 내야수이다. 그의 아버지는 전 실업 야구 농협 야구단 유격수였던 김영범이고, 남동생은 그룹 엔트레인의 멤버인 가수 우디이다.

## 아마추어 시절
서울에서 태어났으나 1995년에 경상북도 구미로 이주해 경북 도산초등학교 2학년 때 야구를 시작했다. 초등학교 5학년 때 그의 부친과 경북 도산초등학교 야구부장이었던 강찬영의 권유로 대구옥산초등학교로 전학을 갔다.
허경민과 함께 2008년 제 23회 세계 청소년 야구 선수권 대회에 참가했다. 2009년 신인 드래프트에서 삼성 라이온즈의 1차 지명을 받아 계약금 2억 8,000만원의 조건으로 입단했다.

## 삼성 라이온즈시절

### 2009년
시범 경기에서 타율 0.348(2위), 44안타(1위), 8도루(1위)로 맹활약하며 주목받았고 시즌 경기에서도 빠른 발과 타격감으로 주목받았다. 그러나 2009년 시즌 중반 투수 지승민과 함께 A형 간염에 걸려 잠시 전력에서 이탈했다. 빠른 발이 장점인 전형적인 교타자였으나, 시즌 중 체력 문제를 드러내며 오히려 같은 포지션에 있는 신명철의 기량이 늘었다.

### 2010년
시즌 초만 하더라도 유격수는 박진만의 차지였으나 2009년에 당한 부상 후유증, 잦은 실책과 부진으로 박진만이 2군에 내려가는 일이 늘어나자 그가 유격수로 자리잡았다. 2할대 타율에도 불구하고 30도루를 기록하며 조동찬, 이영욱과 함께 기동력에 기여했다. 특히 플레이오프에서 절정의 타격감을 기록하며 MVP를 받은 박한이만큼 호평받았다. 하지만 한국시리즈 때는 부진했다. 시즌 후 기회를 잃은 박진만이 팀에 방출을 요청하고 연고 팀 SK 와이번스로 이적했고, 그는 유격수에 완전히 안착해 경북고등학교 시절 그가 달았던 등번호 '7'번을 되찾았다.

### 2011년
팀의 주전 유격수로 완전히 정착했고, 김선빈과 함께 유격수 경쟁을 했다. 5월 8일 LG전에서 데뷔 첫 홈런을 기록했으며 이 홈런은 팀 통산 3500번째 홈런이었다. 이 시즌에 기록한 2홈런은 모두 박현준을 상대로 기록했다. 주로 9번 타순에 배치됐으나 배영섭이 부상으로 출전하지 못했을 때는 1번 타순에도 배치됐다.

### 2012년
시즌 초반 부진에 빠진 팀 타선에서 쏠쏠한 활약을 보여줬다. 특히 4월 20일 한화전에서 안승민을 상대로 시즌 첫 홈런을 쳐 냈고, 5월 8일 롯데전에서 셰인 유먼을 상대로 시즌 2호 홈런을 쳐 냈다. 그러나 후반기 들어 페이스가 떨어지며 2011년 시즌과 거의 동일한 모습을 보여줬다. 한국시리즈에서 몇 차례 실책으로 실점 위기를 자초하는 등 불안한 모습을 보였다.

### 2013년
시즌 초반에 안 좋은 타격감으로 부진했지만 5월 이후 타격감을 끌어올렸으며, 6월 28일 KIA전에서 양현종을 상대로 데뷔 첫 한 경기 2홈런을 기록했다. 이날 정병곤의 끝내기 안타 때 끝내기 득점을 기록했다. 이후 1주일 동안 14홈런을 추가해 19홈런을 기록하며 데뷔 4년 동안 기록한 4홈런을 넘어섰다. 홈런 타자가 아니지만 홈런을 몰아쳐서 '김거포'라고 불렸다.
8월 27일에는 NC전에서 손민한을 상대로 데뷔 첫 끝내기 안타를 기록했다. 이렇게 절정의 타격감으로 3할 언저리의 타율을 기록했으나, 9월 30일 한화전에서 경기 도중 손목 통증으로 교체되며 시즌 아웃됐고 2할대 타율로 시즌을 마감했다. 그 후 한국시리즈에 출전하기 위해 노력했지만, 결국 엔트리에 오르지 못했다. 이적한 정병곤과 정현이 한국시리즈에서 유격수를 맡았다. 데뷔 이후 최고 타율, 최다 홈런을 기록한 해였으나 정작 다리 문제로 14도루를 기록하는데 그쳤다.

### 2014년
시즌 초반 하위 타순에서 맹활약했고, 특히 4월 22일 LG전에서 시즌 마수걸이 홈런을 치는 등 3안타, 3타점, 1도루로 사이클링 히트급 활약을 펼쳤다. 작년 시즌 14도루를 기록한 아쉬움을 푸는 듯 시즌 초반부터 도루를 많이 했으며, 서건창, 박민우와 함께 도루왕을 다퉜다. 6월 14일 두산전에서 이용찬을 상대로 끝내기 안타를 기록했다. 또, 6월 28일 한화전에서 시즌 31번째 도루를 기록하며 자신의 한 시즌 최다 도루 기록을 갱신했다. 8월 14일 SK전에서 시즌 41도루를 기록하며 팀 내 한국인 최다 도루 신기록을 세웠다. 8월 23일 SK전에서 시즌 51도루를 기록하며 팀내 최다 도루 기록을 경신했다. 9월 4일 한화전에선 시즌 53도루를 기록하며 팀 내 최초 50도루 고지를 돌파했다. 하지만 들쑥날쑥하는 타격으로 3할 타율을 기록했다가도 다시 2할대 타율로 떨어졌고, 시즌 중반 연속 경기 무안타를 기록하며 아쉬운 모습을 보여줬다. 하지만 2014년 아시안 게임의 야구 대표팀 엔트리에 들었고, 대회 내내 후반부에 대주자 및 대수비를 맡아 백업으로써 쏠쏠한 활약을 해 한국이 금메달을 따는데 일조했다.

### 2015년
132경기에 출전해 2할 중후반대 타율, 8홈런, 20도루를 기록해 골든글러브 유격수 부문 후보에 이름을 올렸으나 김재호에게 밀리며 수상에 실패했다.

### 2016년
2할대 타율, 6도루를 기록했다.

### 2017년
2016년 12월 20일 박한이에 이어 팀의 새로운 주장으로 선출됐다.

## kt 위즈시절
2022년 11월 24일 계약 기간 4년, 총액 29억원에 FA 계약을 체결하며 이적하였다.

## 국가대표 경력
- 2014년 인천 아시안게임
- 2015년 WBSC 프리미어 12
- 2019년 WBSC 프리미어 12

## 등번호
- '2' - (2009년 ~ 2010년)
- '7' - (2011년 ~ 현재)

## 출신 학교
- 경북 도산초등학교(전학) → 대구옥산초등학교
- 대구 경복중학교
- 경북고등학교

## 통산 기록
| 연도 | 팀명   | 타율  | 경기 | 타수 | 득점 | 안타 | 2루타 | 3루타 | 홈런 | 루타 | 타점 | 도루 | 도실 | 볼넷 | 사구 | 삼진 | 병살 | 실책 |
| ---- | ------ | ----- | ---- | ---- | ---- | ---- | ----- | ----- | ---- | ---- | ---- | ---- | ---- | ---- | ---- | ---- | ---- | ---- |
| 2009 | 삼성   | 0.244 | 97   | 242  | 43   | 59   | 19    | 0     | 0    | 78   | 17   | 18   | 6    | 21   | 2    | 51   | 7    | 9    |
| 2010 | 삼성   | 0.245 | 101  | 282  | 37   | 69   | 7     | 3     | 0    | 82   | 22   | 30   | 6    | 31   | 12   | 45   | 10   | 8    |
| 2011 | 삼성   | 0.278 | 128  | 406  | 53   | 113  | 16    | 4     | 2    | 143  | 47   | 29   | 7    | 47   | 7    | 61   | 7    | 22   |
| 2012 | 삼성   | 0.274 | 129  | 419  | 64   | 115  | 18    | 4     | 2    | 147  | 36   | 25   | 11   | 41   | 7    | 56   | 8    | 14   |
| 2013 | 삼성   | 0.298 | 128  | 372  | 57   | 111  | 17    | 3     | 7    | 155  | 44   | 14   | 5    | 30   | 5    | 44   | 7    | 16   |
| 2014 | 삼성   | 0.288 | 128  | 427  | 74   | 123  | 20    | 8     | 5    | 174  | 63   | 53   | 6    | 41   | 7    | 77   | 7    | 14   |
| 2015 | 삼성   | 0.278 | 132  | 449  | 67   | 125  | 30    | 4     | 8    | 187  | 63   | 26   | 5    | 43   | 6    | 56   | 9    | 18   |
| 2016 | 삼성   | 0.311 | 105  | 358  | 56   | 117  | 13    | 0     | 9    | 119  | 38   | 6    | 4    | 23   | 8    | 39   | 9    | 15   |
| 2017 | 삼성   | 0.264 | 42   | 144  | 17   | 38   | 7     | 0     | 3    | 54   | 13   | 1    | 1    | 5    | 1    | 26   | 4    | 7    |
| 2018 | 삼성   | 0.263 | 122  | 453  | 63   | 119  | 13    | 1     | 10   | 164  | 50   | 12   | 9    | 27   | 8    | 91   | 11   | 16   |
| 2019 | 삼성   | 0.271 | 129  | 468  | 76   | 127  | 20    | 2     | 5    | 166  | 38   | 21   | 3    | 50   | 15   | 67   | 14   | 10   |
| 2020 | 삼성   | 0.304 | 120  | 404  | 71   | 123  | 18    | 3     | 5    | 162  | 47   | 10   | 3    | 55   | 8    | 55   | 16   | 7    |
| 2021 | 삼성   | 0.235 | 132  | 429  | 46   | 101  | 17    | 1     | 3    | 129  | 42   | 4    | 2    | 52   | 3    | 51   | 14   | 12   |
| 2022 | 삼성   | 0.251 | 72   | 235  | 30   | 59   | 11    | 0     | 2    | 76   | 29   | 2    | 1    | 18   | 1    | 44   | 6    | 9    |
| 2023 | kt     | 0.271 | 129  | 443  | 58   | 120  | 19    | 1     | 3    | 150  | 56   | 5    | 6    | 55   | 3    | 68   | 9    | 6    |
| 2024 | kt     | 0.276 | 113  | 369  | 60   | 102  | 18    | 4     | 4    | 140  | 45   | 3    | 2    | 37   | 6    | 59   | 12   | 14   |
| 통산 | 16시즌 | 0.271 | 1794 | 5900 | 872  | 1601 | 263   | 38    | 62   | 2126 | 650  | 259  | 77   | 576  | 99   | 890  | 150  | 197  |

- 빨간 글씨는 한국 프로야구 역사상 최고 기록
- 굵은 글씨는 해당 시즌 최고 기록